# Меджнис, Артур Чарльз
Артур Чарльз Ме́джнис (в ряде русских работ Медженис; англ. Arthur Charles Magenis, с 1856, как рыцарь-командор ордена Бани — сэр Артур Меджнис; 1801, графство Фермана, Ольстер, Ирландия — 14 февраля 1867) — британский дипломат, возглавлял миссии в Швейцарии, Шведско-Норвежском королевстве, Вюртемберге и Португалии.
Известен также как несостоявшийся секундант А. С. Пушкина на его последней дуэли с Жоржем Дантесом.

## Происхождение
Меджнис был сыном ирландского политика Ричарда Меджниса (1763—1831), депутата британской палаты общин от ирландского города  Эннискиллена. Его дед по матери Уильям Коул (1736—1803) был депутатом от этого же города в ирландском парламенте, упразднённом в 1800 г., а с 1789 года пожалован пэрством как 1-й граф Эннискиллен; данный род существует и в настоящее время.
В 1822 г. окончил с отличием дублинский "Тринити-колледж".

## Дипломатическая карьера
С 1825 атташе британского представительства в Пруссии, с 1826 служил в посольстве во Франции, 
С 1830 — в Российской империи. Был одним из советников британского посольства в Петербурге.
1838—1851 — секретарь представительства в Австрии, несколько раз временно заменял посланника.
1851—1852 — полномочный посланник Великобритании в Швейцарской конфедерации.
1852—1854 — одновременно посланник («чрезвычайный посланник и полномочный министр») в великом герцогстве Баден (Карлсруэ) и Вюртемберге (Штутгарт).
1854—1859 — посланник в Шведско-Норвежском королевстве.
1859 — назначен посланником в Королевство Обеих Сицилий, но это назначение отменено, и Меджнис послан в Португалию, где служил до отставки (1866).
Рыцарь-командор ордена Бани (сентябрь 1856), рыцарь Большого креста ордена Бани (1866).

## Последняя дуэль Пушкина
Около 23:30 26 января 1837 года, ранее в тот же день получив не терпевший отлагательства вызов на дуэль от Дантеса, А. С. Пушкин заехал на званый вечер к графине М. Г. Разумовской, где предложил одному из гостей, советнику британского посольства Артуру Меджнису, быть его секундантом. По рассказам Н. М. Смирнова, «он часто бывал у графини Д. Ф. Фикельмон — долгоносый англичанин (потом был посол в Португалии), которого звали perroquet malade, очень порядочный человек, которого Пушкин уважал за честный нрав».
Не давая согласия, Меджнис в ту же ночь провёл предварительные переговоры с присутствовавшим на том же званом вечере секундантом Дантеса французским дипломатом виконтом д’Аршиаком, надеясь уладить ссору. Однако, узнав, что конфликт примирить не удастся и он приведёт к дуэли, он в 1:30 ночи 27 января написал Пушкину письмо с отказом от роли секунданта:

Я сказал г-ну д’Аршиаку, что вы только что говорили со мной о своем деле с господином де Геккерном, приглашая меня быть вашим секундантом, и что, не давая окончательного согласия взять на себя эту роль, я обещал вам переговорить с ним. — Он отказался объясняться со мною, если только я не объявлю себя вашим секундантом, чего я не сделал. — На этом дело остановилось, и я обещал ему сообщить вам о том, что произошло между нами.
Однако, кажется мне, я увидел, что дело не может окончиться примирением, надежда на которое побудила бы меня, быть может, вмешаться; — в виду этого прошу вас, милостивый государь, не настаивать на том, чтобы я взял на себя ту роль, которую вы желали мне поручить…
Отказ Меджниса поставил Пушкина в затруднительное положение: наутро 27 января он, в нарушение дуэльного кодекса, соглашался удовлетвориться любым секундантом, которого Дантес ему подыщет, «будь то даже его ливрейный лакей», но в конце концов заручился согласием своего лицейского товарища К. К. Данзаса.